# Neotheronia kriechbaumeri
Neotheronia kriechbaumeri är en stekelart som beskrevs av Krieger 1905. Neotheronia kriechbaumeri ingår i släktet Neotheronia och familjen brokparasitsteklar. Inga underarter finns listade i Catalogue of Life.